# American Hi-Fi
American Hi-Fi ist eine Rock-Band aus Boston, Massachusetts und teilweise aus Los Angeles, Kalifornien.

## Geschichte
Gegründet wurde die in klassischer Rock-Besetzung spielende Band von Stacy Jones. Als kleiner Junge trommelte er mit Kochlöffeln zu den Platten seines Vaters. Schließlich bekam er ein Schlagzeug geschenkt und startete zum Rundkurs durch alle Garagen(bands) der Gegend. In seiner Bostoner College-Zeit entstand seine erste richtige Band namens Letters to Cleo, mit der er zwei Alben aufnahm und sogar Auslandstourneen durchführte. Obwohl er viele Jahre mit Letters to Cleo zugebracht hatte und es stetig voranging, ergriff er die Chance, zu einer Band zu wechseln, die schon eine Stufe weiter war. Laut American Hi-Fi-Website kam er bei Veruca Salt immer mehr auf den Geschmack, selbst im Vordergrund zu stehen. Zu diesem Zweck übte er das Singen und lernte autodidaktisch das Gitarrespielen. Dem Billboard erklärte er für die Ausgabe vom 5. Mai 2001:

“I’m still the same person. I don’t subscribe to the idea of rock star posing. I’m working with three of my best friends, and we’re a team. I have to admit, though, that I didn’t know I would enjoy playing guitar and singing so much.”

Aus seinem Bekanntenkreis in Boston rekrutierte er den Bassisten Drew Parsons, der bei Tracy Bonham engagiert war. Brian Nolan hatte seinen Drum-Job bei Fig Dish in Chicago gerade beendet und Jamie Arentzen, der Leadgitarrist, wurde den Sky Heroes ausgespannt. Der namhafte Produzent Bob Rock kannte Jones aus der Veruca Salt-Zeit und unterstützte ihn, angefangen vom Proberaum auf Hawaii übers hochmoderne Equipment und lokale Testgigs bis zur professionellen Plattenaufnahme. Die Auskopplung Flavor of the Weak (VÖ 27. Februar 2001) über ein Mädchen, das von seinem stinkfaulen Freund nicht respektiert wird, erhielt nach Radio-Airplay und MTV-Rotation den Rising Star Award bei den Boston Music Awards. Für das zweite Album The Art of Losing stand Bob Rock nicht mehr zur Verfügung und auch die Plattenfirma Island schraubte ihren Promotionaufwand zurück. Zuletzt verlor die Band sogar ihren Deal. Stattdessen tourte man unentwegt. Vor den Aufnahmen zum dritten Album, Hearts on Parade, vom Label Maverick herausgebracht, zogen die Musiker nacheinander nach Los Angeles. Seit Frühling 2006 arbeiten sie an einem neuen Album.

## Stil
Ihr Stil beinhaltet Elemente des Alternative über Punk-Rock bis hin zu Metal. Auf ihrem dritten Album Hearts On Parade schlagen sie erstmals ruhigere, von Britpop beeinflusste Töne an als auf den vorigen zwei Alben; das Album hat aber trotzdem den typischen American Hi-Fi-Sound.

## Trivia
Das Musikvideo zu dem Song Flavour of the Weak parodiert die Dokumentation Heavy Metal Parking Lot.

## Diskografie

### Alben
- 2001: American Hi-Fi
- 2003: The Art of Losing
- 2005: Hearts on Parade
- 2010: Fight the Frequency
- 2014: Blood & Lemonade

### Singles
- 2001: Flavor of the Weak
- 2002: Another Perfect Day
- 2003: The Art of Losing
- 2003: The Breakup Song
- 2005: The Geeks Get the Girls
- 2005: Hell Yeah!
- 2006: The Rescue
- 2010: Lost
- 2014: Allison

### Kompilationen, Live-CDs, DVDs
- 2002: Rock ’n’ Roll Noodle Shop (Live In Tokyo, Japan)
- 2005: Live in Milwaukee